# خديجة عبد الله
خديجة عبد الله إعلامية ومذيعة سعودية، عملت مذيعة في التلفزيون السعودي، ومراسلة حربية في لبنان في حرب تموز 2006، ثم عادت للسعودية لتعمل مذيعة تلفزيونية، لها بعض المقالات في الصحف المحلية.

## حياتها المهنية
بدات مشوارها المهني عام 2006، وتعتبر أول مراسلة حربية سعودية، حيث عملت في مناطق النزاع الغير آمن واكبت احداث حرب تموز 2006 في بيروت وصيدا ومناطق أخرى وقامت بتغطية المجهود الإنساني السعودي المتمثل في المستشفى الميداني الذي اقامتة الحملة السعودية لاغاثة الشعب اللبناني، كما قامت بتأمين المساعدات الطبية والدوائية والغذائية.
كما حاورت العديد من الشخصيات القيادية والسياسية مثل سليم الحص.

## التكريم
تم تكريمها في بيروت عام 2012م